# Mongoł Szuudan (zespół muzyczny)
Mongoł Szuudan (ros. Монгол Шуудан) – rosyjski zespół punkowy założony w 1988 w Moskwie. 
Styl muzyczny zespołu leży pomiędzy hardcore punkiem a balladowym rockiem. Przesłanie tekstów grupy jest anarchistyczne, antyrządowe, często nawiązujące do ruchu machnowskiego czy Zielonej Armii czasów wojny domowej w Rosji. Wiele ich piosenek to uwspółcześnione wersje anarchistycznych pieśni z czasów wojny domowej. Zespół koncertował w Europie, Izraelu i całej Federacji Rosyjskiej.

## Skład
- Walerij Skorodied (Валерий Скородед) – śpiew, gitara
- Sergiej Kruczkow (Сергей Крючков) – gitara
- Jewgienij Putmakow, pseud. Nicolas Crowen (Евгений Путьмаков) – gitara basowa
- Aleksiej Portnow (Алексей Портнов) – perkusja
- Gleb Gorszkow (Глеб Горшков) – instrumenty klawiszowe

## Dyskografia
- 1989 Parowoz anarchija (Паровоз анархия)
- 1991 Gulaj pole (Гуляй поле)
- 1991 Banditskij albom (Бандитский альбом)
- 1992 Czeriomucha (Черёмуха)
- 1993 Sobaczja czusz' (Собачья чушь)
- 1994 Gomiericzeskij chochot (Гомерический хохот)
- 1995 Czeriesczur (Чересчур)
- 1996 Istina (Истина)
- 1997 ALIVE
- 1999 Abrikosy (Абрикосы)
- 2001 Diużynoletije (Дюжинолетие)
- 2001 Skatiertju doroga (Скатертью дорога)
- 2002 Choisis de..
- 2002 Swoboda ili smiert' (Свобода или смерть)
- 2003 Żertwa (Жертва)
- 2004 Zapłati i swobodien (Заплати и свободен)
- 2004 Spłosz' i riadom (Сплошь и рядом)
- 2006 Wiecznaja mierzłota (Вечная мерзлота)
- 2011 Istestenyj otwor (Естественный отбор)
- 2018 Inctinkt Agresiwnosti (Инстинкт агрессивности)
- 2019 Parowoz Anarchija Reinkarnacija (Паровоз анархия реинкарнация)

## Muzyka do filmów i seriali
- 1992 Chciałem ujrzeć anioły (Я хотела увидеть ангелов)
- 2000 Rekruci (ДМБ)
- 2015 Озабоченные, или Любовь зла